# Signalberg (Oberpfälzer Wald)
Der Signalberg ist ein Berg des Oberpfälzer Waldes. Er liegt auf dem Gemeindegebiet Weiding im Oberpfälzer Landkreis Schwandorf, Bayern zwischen Weiding und Schneeberg.
Die Höhe des Signalbergs wird je nach Quelle angegeben mit 890 m,
886 m
oder 888 m.
Der Signalberg und der 896 m hohe Weingartenfels sind die beiden höchsten Erhebungen des Landkreises.
Der Signalberg ist der mittlere und höchste Berg des Frauenstein-Schneeberg-Massives.
Das Frauenstein-Schneeberg-Massiv erstreckt sich in Nord-Süd-Richtung zwischen dem Aschatal im Westen und dem Tal, das von Hüttenbach und Bayerischer Schwarzach im Osten gebildet wird.
Der Signalberg liegt knapp einen Kilometer südöstlich des Frauensteins, ungefähr zwei Kilometer südwestlich des 789 Meter hohen Buchsberges und etwa drei Kilometer nördlich der 818 Meter hohen Platte, auf deren Gipfel ein Fernmeldeturm steht.
Am Südosthang des Signalberges befindet sich der Markbrunnen, die Quelle des Markbaches.
An seinem Südwesthang entspringt der Pondorfbach, an seinem Südhang der Schleifbach.
Auf dem Gipfel des Signalberges befinden sich zahlreiche Gneisklippen. Dies ist der sogenannte Dachsbau, ein Geotop mit der Nummer 37A036.